# Red 2
Red 2 je americký akční thriller z roku 2013, který natočil Dean Parisot. Jedná se o sequel filmu Red, který v roce 2010 vznikl na motivy stejnojmenného komiksu Warrena Ellise a Cullyho Hamnera. V hlavní roli penzionovaného agenta CIA Franka Mosese se, stejně jako v prvním díle, představil Bruce Willis. Do amerických kin byl snímek, jehož rozpočet činil 84 milionů dolarů, uveden 19. července 2013, přičemž celosvětově utržil 148,1 milionů dolarů.
V květnu 2013 uzavřelo studio Lionsgate smlouvu se scenáristy Jonem a Erichem Hoeberovými na třetí díl.

## Příběh
Po bývalých agentech CIA Franku Mosesovi a Marvinu Boggsovi jde ozbrojený tým, neboť na internetu se vyskytla zpráva o jejich údajném zapojení do tajné operace Rulík (v originále Nightshade), jejímž cílem během studené války bylo propašovat po částech jadernou zbraň do Sovětského svazu. Společně s Frankovou přítelkyní Sarou musí zjistit, o co skutečně v operaci Rulík šlo a najít jejího autora, doktora Baileyho. Mezitím ale po Mosesovi jde jihokorejský nájemný zabiják Han, který, kromě toho, že byl na tuto práci najat, má s Frankem i nevyřešenou osobní pomstu.

## Obsazení
- Bruce Willis jako Francis „Frank“ Moses
- John Malkovich jako Marvin Boggs
- Mary-Louise Parker jako Sarah Rossová
- Anthony Hopkins jako doktor Edward Bailey
- Helen Mirren jako Victoria Winslowová
- Catherine Zeta-Jones jako Kaťja Petrokovičová
- Byung Hun Lee jako Han Cho Bai
- David Thewlis jako Žabák (v originále The Frog)
- Brian Cox jako Ivan Simanov
- Neal McDonough jako Jack Horton
- Steven Berkoff jako Cobb
- Tim Pigott-Smith jako ředitel Philips
- Garrick Hagon jako Davis